# Au Sable Forks
Au Sable Forks – jednostka osadnicza w Stanach Zjednoczonych, w stanie Nowy Jork, w hrabstwie Clinton.